# کانتون لوتسرن
کانتون لوتسرن یکی از کانتون‌های سوئیس است.